# Amastris elevata
Amastris elevata är en insektsart som beskrevs av William D. Funkhouser. Amastris elevata ingår i släktet Amastris och familjen hornstritar. Inga underarter finns listade i Catalogue of Life.